# Hyencourt-le-Grand
Hyencourt-le-Grand és un municipi francès situat al departament del Somme i a la regió dels Alts de França. L'any 2007 tenia 88 habitants.

## Demografia

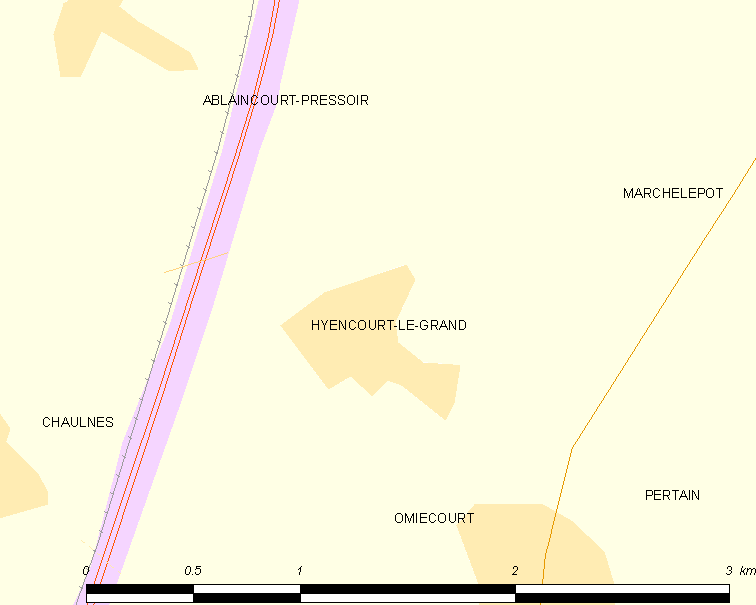
Mapa del municipi

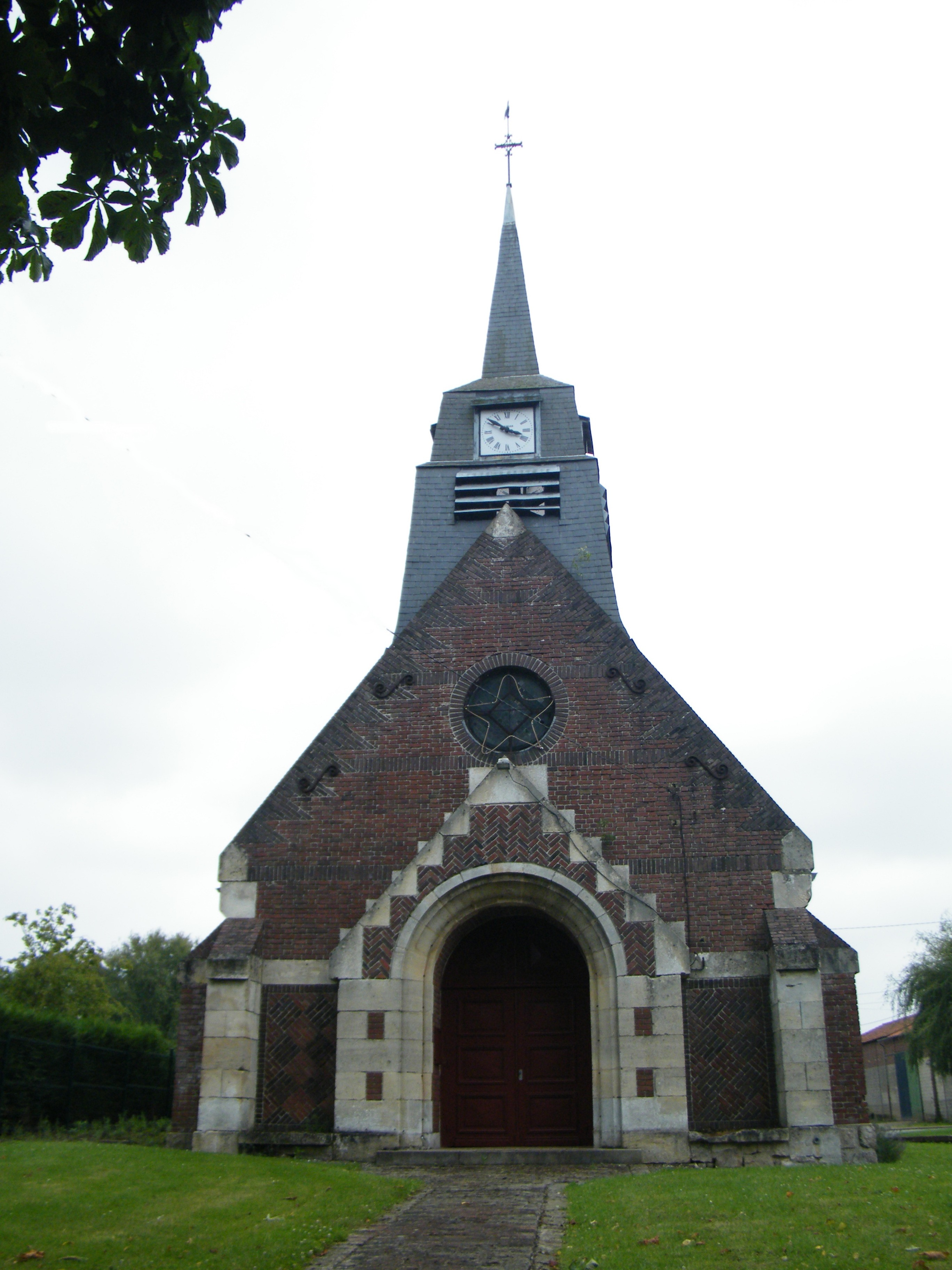
Església

### Població
El 2007 la població de fet de Hyencourt-le-Grand era de 88 persones. Hi havia 28 famílies de les quals 8 eren unipersonals (4 homes vivint sols i 4 dones vivint soles), 16 parelles sense fills i 4 parelles amb fills.
La població ha evolucionat segons el següent gràfic:
Habitants censats

### Habitatges
El 2007 hi havia 37 habitatges, 31 eren l'habitatge principal de la família, 2 eren segones residències i 4 estaven desocupats. Tots els 37 habitatges eren cases. Dels 31 habitatges principals, 23 estaven ocupats pels seus propietaris i 8 estaven llogats i ocupats pels llogaters; 2 tenien tres cambres, 5 en tenien quatre i 24 en tenien cinc o més. 24 habitatges disposaven pel capbaix d'una plaça de pàrquing. A 12 habitatges hi havia un automòbil i a 15 n'hi havia dos o més.

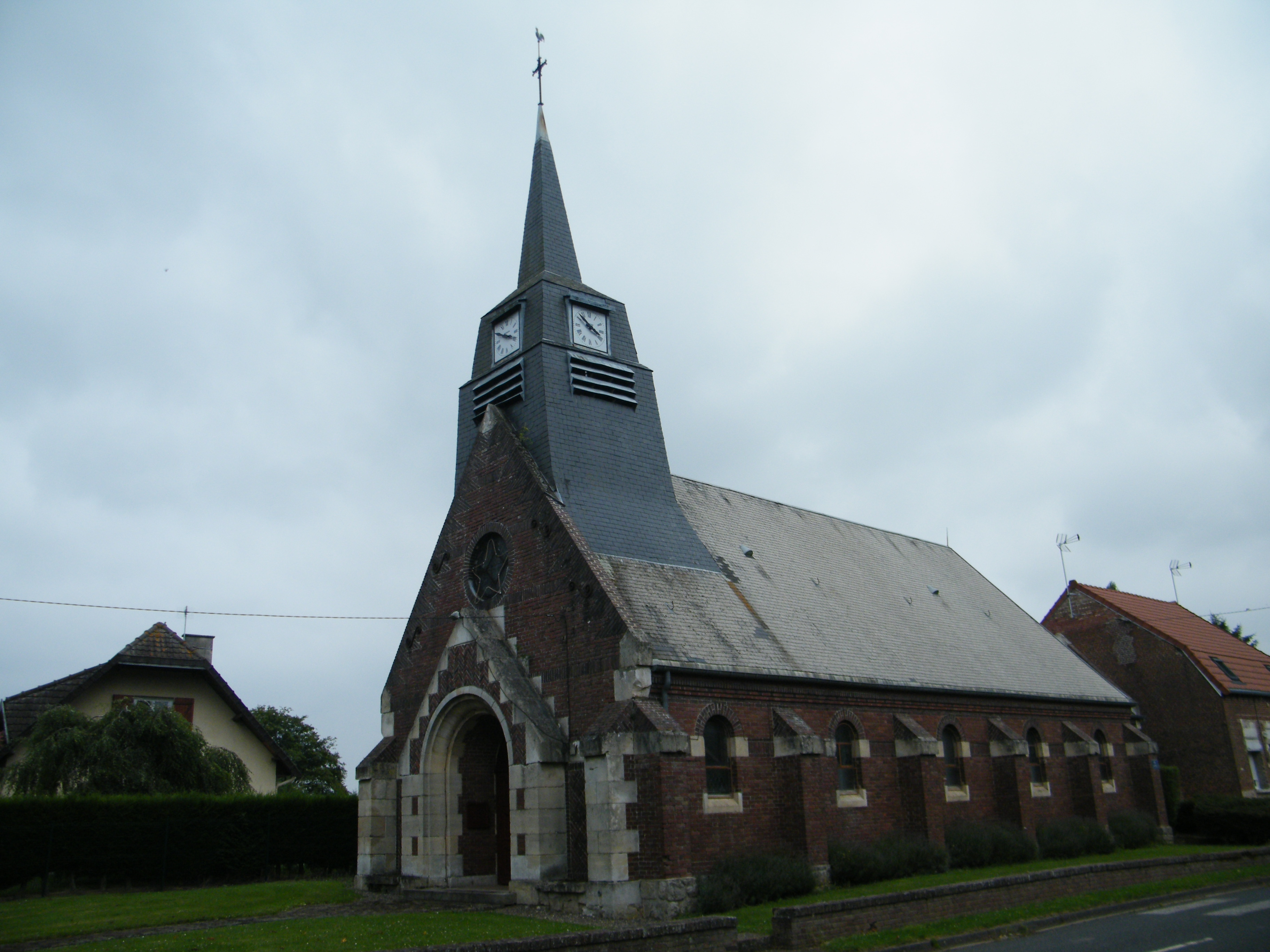

### Piràmide de població
La piràmide de població per edats i sexe el 2009 era:
| Homes | Edats   | Dones |
| ----- | ------- | ----- |
| 0     | 95 o +  | 0     |
| 0     | 90 a 94 | 0     |
| 0     | 85 a 89 | 0     |
| 0     | 80 a 84 | 4     |
| 4     | 75 a 79 | 4     |
| 0     | 70 a 74 | 4     |
| 0     | 65 a 69 | 0     |
| 0     | 60 a 64 | 0     |
| 4     | 55 a 59 | 0     |
| 0     | 50 a 54 | 8     |
| 4     | 45 a 49 | 0     |
| 4     | 40 a 44 | 8     |
| 0     | 35 a 39 | 0     |
| 8     | 30 a 34 | 0     |
| 8     | 25 a 29 | 4     |
| 0     | 20 a 24 | 4     |
| 4     | 15 a 19 | 0     |
| 0     | 10 a 14 | 0     |
| 0     | 5 a 9   | 0     |
| 0     | 0 a 4   | 0     |

## Economia
El 2007 la població en edat de treballar era de 59 persones, 29 eren actives i 30 eren inactives. De les 29 persones actives 27 estaven ocupades (20 homes i 7 dones) i 2 estaven aturades (1 home i 1 dona). De les 30 persones inactives 11 estaven jubilades, 8 estaven estudiant i 11 estaven classificades com a «altres inactius».
Activitats econòmiques

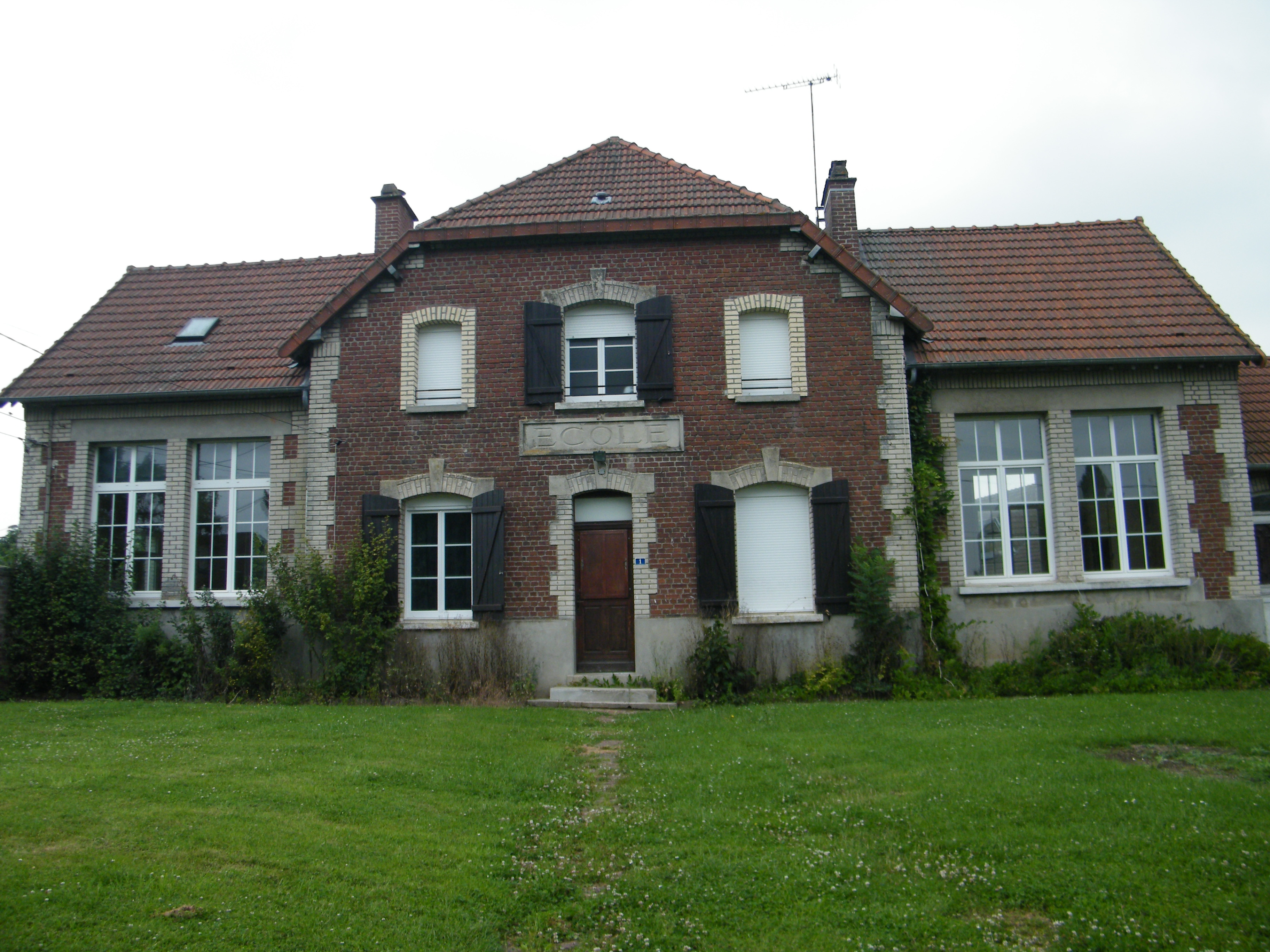

L'únic establiment que hi havia el 2007 era d'una empresa de construcció.
L'únic servei als particulars que hi havia el 2009 era una lampisteria.
L'any 2000 a Hyencourt-le-Grand hi havia 3 explotacions agrícoles que ocupaven un total de 183 hectàrees.

## Poblacions més properes
El següent diagrama mostra les poblacions més properes.